# Список заслуженных мастеров спорта России по теннису
Звание «заслуженный мастер спорта России» установлено в 1992 году.

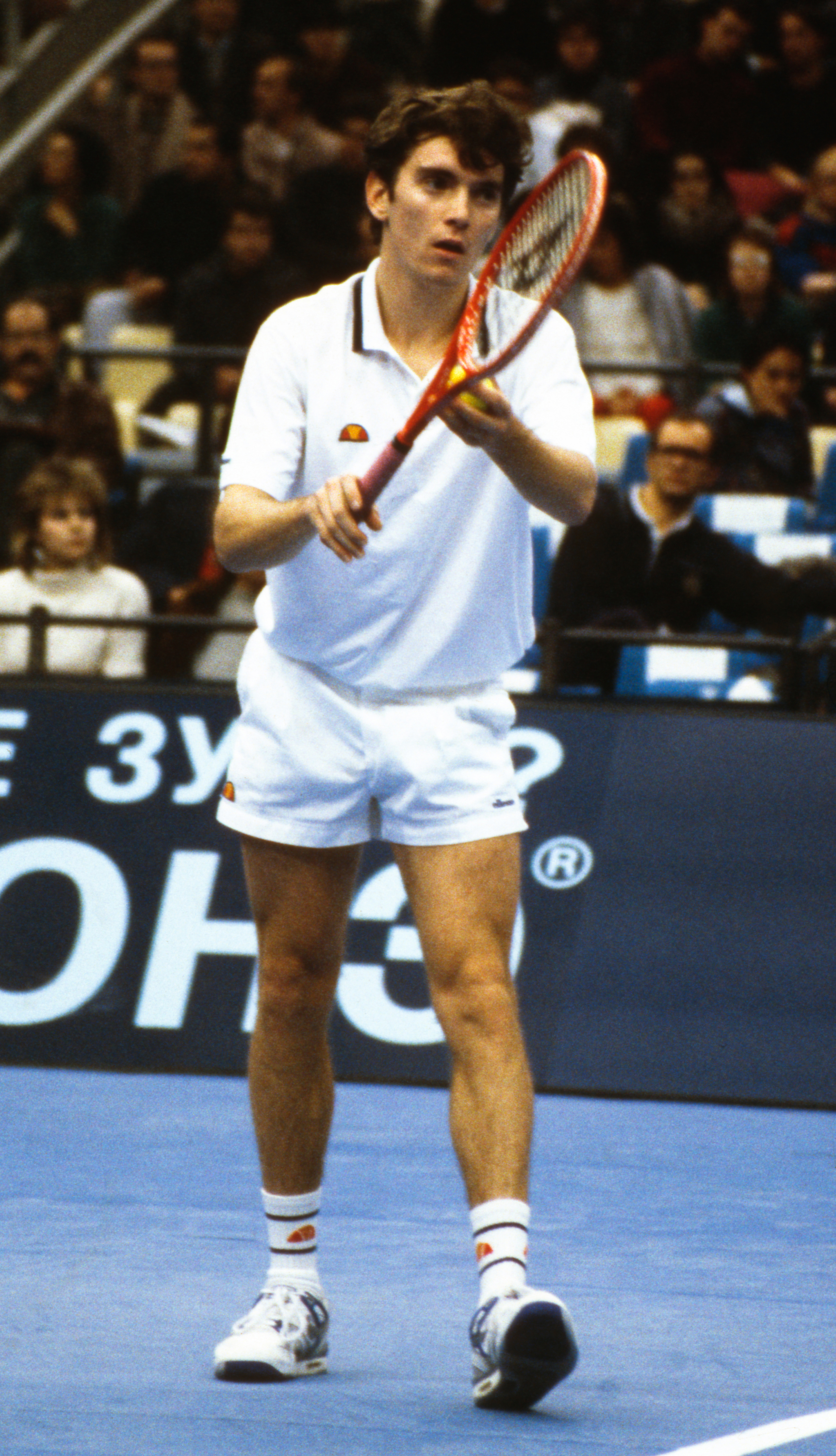
Андрей Черкасов
(фото 1990 года)

           В списке у каждого ЗМС указываются:

 год рождения (или годы жизни);

 место жительства (субъект федерации) на момент присвоения звания;

 основные достижения на международной арене на момент присвоения звания. 

## Теннис
Положение о звании (и ныне действующее, и прежние) автоматически гарантирует присвоение звания за призовое место на Олимпийских играх. Также в теннисе звание было присвоено:
- всем победителям турниров Большого шлема в одиночном и парном разрядах;
- всем членам команд — победительниц Кубка Дэвиса и Кубка Федерации, заявленным в финале; из игроков, которые заявлялись только на более ранних стадиях, звание получили Игорь Андреев (Кубок Дэвиса 2006 — играл в 1/8 финала) и Алла Кудрявцева (Кубок Федерации 2008 — была заявлена в полуфинале), не получила Елена Бовина (Кубок Федерации 2005 — играла в четвертьфинале).

Кроме того, звание было присвоено нескольким теннисистам 1990-х годов по сумме достижений, а также двум теннисистам советского периода (в списке отмечены **).

### 1992
- Черкасов, Андрей Геннадьевич (1970) — бронзовый призёр ОИ 1992 в одиночном разряде.

### 1996
- Кафельников, Евгений Александрович (1974; Краснодарский край)[1] — победитель Открытого чемпионата Франции 1996 в одиночном и мужском парном (с Даниэлем Вацеком) разрядах, финалист Кубка Дэвиса 1994, 1995.
- Тарпищев, Шамиль Анвярович** (1948; Москва)[2].

### 1997
- Ольховский, Андрей Станиславович (1966; Москва)[1] — победитель Открытого чемпионата Франции 1993 (с Евгенией Манюковой) и Открытого чемпионата Австралии 1994 (с Ларисой Нейланд) в смешанном парном разряде, финалист Кубка Дэвиса 1994, 1995.

### 1998
- Чесноков, Андрей Эдуардович (1966; Москва)[1] — финалист Кубка Дэвиса 1995; «за стойкость и мужество», проявленные в полуфинале, сразу после матча был награждён орденом Мужества[3].

### 1999
- Курникова, Анна Сергеевна (1981; Москва)[4] — победительница Открытого чемпионата Австралии 1999 в женском парном разряде (с Мартиной Хингис).

### 2000
- Дементьева, Елена Вячеславовна (1981; Москва) — серебряный призёр ОИ 2000, финалистка Кубка Федерации 1999.
- Лиховцева, Елена Александровна (1975; Москва) — финалистка Кубка Федерации 1999.
- Сафин, Марат Мубинович (1980; Москва) — победитель Открытого чемпионата США 2000 в одиночном разряде.

Удостоверения к званию были вручены в декабре на церемонии вручения «Русского Кубка»-2000.

### 2001
26 июля
- Манюкова, Евгения Александровна (1968; Москва) — победительница Открытого чемпионата Франции 1993 в смешанном парном разряде (с А. Ольховским).

### 2003
Звания удостоены обладатели Кубка Дэвиса 2002 года (Евгений Кафельников и Марат Сафин получили звание ранее):
- Столяров, Андрей Юрьевич (1977; Краснодарский край);
- Южный, Михаил Михайлович (1982; Москва).

### 2003 (?)
Теннисисты, закончившие спортивную карьеру:
- Волков, Александр Владимирович (1967—2019; Калининградская обл.) — финалист Кубка Дэвиса 1994.
- Волков, Анатолий Филиппович** (1948; Москва) — чемпион Европы среди любителей 1969 в мужском парном разряде, 1979 в смешанном парном разряде.

### 2004
Звание удостоены обладательницы Кубка Федерации (Елена Лиховцева получила звание ранее) и победительницы турниров Большого шлема 2004 года.
… октября
- Кузнецова, Светлана Александровна (1985; Санкт-Петербург) — победительница Открытого чемпионата США 2004 в одиночном разряде (позднее стала обладательницей Кубка Федерации 2004).

… декабря
- Звонарёва, Вера Игоревна (1984; Москва) — обладательница Кубка Федерации 2004.
- Мыскина, Анастасия Андреевна (1981; Москва) — победительница Открытого чемпионата Франции 2004 в одиночном разряде, обладательница Кубка Федерации 2004.
- Шарапова, Мария Юрьевна (1987; Краснодарский край) — победительница Уимблдонского турнира 2004.

### 2006
Звание удостоены обладательницы Кубка Федерации 2005 года (Елена Дементьева и Анастасия Мыскина получили звание ранее):
- Душевина, Вера Евгеньевна (1986; Московская обл);
- Сафина, Динара Мубиновна (1986; Москва).

Звание не получила сыгравшая только в четвертьфинале Елена Бовина (также — победительница Открытого чемпионата США 2004 и финалистка Открытого чемпионата Франции 2002 в смешанном парном разряде).

### 2007
Звания удостоены обладатели Кубка Дэвиса 2006 года (Марат Сафин и Михаил Южный получили звание ранее):
- Давыденко, Николай Владимирович (1981; Волгоградская обл.)[9];
- Турсунов, Дмитрий Игоревич (1982; Москва).

### 2008
- Андреев, Игорь Валерьевич (1983; Москва) — обладатель Кубка Дэвиса 2006 года (выступал только в 1/8 финала), финалист Кубка Дэвиса 2008 года.

Звание удостоены обладательницы Кубка Федерации 2007 года (Светлана Кузнецова получила звание ранее):
- Веснина, Елена Сергеевна (1986; Краснодарский край);
- Кудрявцева, Алла Александровна (1987; Москва);
- Петрова, Надежда Викторовна (1982; Москва);
- Чакветадзе, Анна Джамбулиевна (1987; Москва).

Алла Кудрявцева была заявлена только в полуфинале и не провела ни одной игры; этого по действовавшей на тот момент Единой всероссийской спортивной классификации не хватило бы для присвоения звания «мастер спорта России международного класса».

### 2009
20 мая
Звание удостоена обладательница Кубка Федерации 2008 года (Елена Веснина, Вера Звонарёва и Светлана Кузнецова, а также не участвовавшие в финале Динара Сафина, Анна Чакветадзе и Мария Шарапова получили звание ранее):
- Макарова, Екатерина Валерьевна (1988; Москва).

### 2012
20 августа
За успехи на Олимпийских играх звание присвоено:
- Кириленко, Мария Юрьевна (1987, Московская обл.) — бронзовый призёр ОИ 2012 в женском парном разряде (Надеждой Петровой).

### 2019
15 октября
- Медведев, Даниил Сергеевич (1996, Москва) — финалист Открытого чемпионата США 2019 в одиночном разряде.

Значок и удостоверение были вручены Медведеву на следующий день, 16 октября, министром спорта России Павлом Колобковым.

### 2021
4 августа
За успехи на Олимпийских играх звание присвоено:
- Карацев, Аслан Казбекович (1993, Республика Северная Осетия — Алания[прим 2]) — серебряный призёр ОИ в смешанном парном разряде (с Еленой Весниной); 
 также: финалист Открытого чемпионата Франции 2021 в смешанном парном разряде.
- Павлюченкова, Анастасия Сергеевна (1991, Московская обл.) — олимпийская чемпионка в смешанном парном разряде; 
 также: финалистка Открытого чемпионата Франции 2021 в одиночном разряде, финалистка Кубка Федерации 2011, 2013, 2015.
- Рублёв, Андрей Андреевич (1997, Москва) — олимпийский чемпион в смешанном парном разряде.
- Хачанов, Карен Абгарович (1996, Москва) — серебряный призёр ОИ в одиночном разряде.

### 2022
В 2021 году сборная Российской теннисной федерации выиграла оба главных командных соревнования года — Кубок Билли Джин Кинг (ранее — Кубок Федерации) и Кубок Дэвиса. Из обладателей Кубка Билли Джин Кинг звание ЗМС имела одна теннисистка (Анастасия Павлюченкова); троим из оставшихся четверых — за исключением Людмилы Самсоновой — звание было присвоено в 2022 году. Из обладателей Кубка Дэвиса звание ЗМС уже имели четверо (Аслан Карацев, Андрей Медведев, Андрей Рублёв, Карен Хачанов); пятым номером команды был Евгений Донской, не сыгравший ни одного матча.
21 апреля
- Кудерметова, Вероника Эдуардовна (1997, Москва) — обладательница Кубка Билли Джин Кинг 2021; 
 в женском парном разряде: финалистка Уимблдонского турнира 2021 (с Еленой Весниной), полуфиналистка Открытого чемпионата США 2020 (с Анной Блинковой) и Открытого чемпионата Австралии 2022 (с Элизе Мертенс).

15 сентября
- Александрова, Екатерина Евгеньевна (1994, Челябинская обл.) — обладательница Кубка Билли Джин Кинг 2021.
- Касаткина, Дарья Сергеевна (1997, Самарская обл.) — обладательница Кубка Билли Джин Кинг 2021.

Екатерина Александрова на начало года вообще не имела спортивного звания, оставаясь кандидатом в мастера спорта — при этом норматив МСМК она выполняла неоднократно (впервые — в феврале 2019 года).

## Пляжный теннис

### 2017
22 февраля
Звание присвоено 4 игрокам сборной России, выигравшей командный чемпионат мира 2016 года и набравшие 150 или более очков, требуемых для присвоения звания:
- Бурмакин, Никита Геннадьевич (1989, Санкт-Петербург) — чемпион мира 2016, серебряный призёр ЧМ 2015, бронзовый призёр ЧМ 2013, 2014 в команде; чемпион мира 2016, Европы 2015 в смешанном парном разряде, бронзовый призёр ЧЕ 2013, 2015 в мужском парном разряде, 2014 в смешанном парном разряде.
- Глимакова, Ирина Александровна (1993, Санкт-Петербург) — чемпионка мира 2016, серебряный призёр ЧМ 2015 в команде; серебряный призёр ЧЕ 2016 в смешанном парном разряде, бронзовый призёр ЧМ и ЧЕ 2016 в женском парном разряде.
- Купцов, Сергей Юрьевич (1982, Самарская область) — чемпион мира 2016, серебряный призёр ЧМ 2015 в команде; бронзовый призёр ЧЕ 2015 в мужском парном разряде.
- Чуракова, Дарья Игоревна (1986, Самарская область) — чемпионка мира 2016 в команде; чемпионка мира 2016, Европы 2015 в смешанном парном разряде, бронзовый призёр ЧЕ 2014 в смешанном парном разряде, ЧМ 2016, ЧЕ 2015, 2016 в женском парном разряде.

Кроме них в команду входили не игравшие в решающих матчах Иван Сыров и Юлия Чубарова.